# 曼斯菲爾德 (康乃狄克州)
曼斯菲爾德（英語：Mansfield）是一個位於美國康乃狄克州托蘭縣的城鎮。

## 地理
曼斯菲爾德的座標為41°47′18″N 72°13′44″W / 41.78833°N 72.22889°W，而該地的平均海拔高度為195米（即640英尺）。

## 人口
根據2010年美國人口普查的數據，曼斯菲爾德的面積為117.80平方千米，當中陸地面積為115.10平方千米，而水域面積為2.70平方千米。當地共有人口24558人，而人口密度為每平方千米208.47人。